# Isaac Jones
Isaac Jones, född 11 juli 2000 i Elk Plain i Washington, är en amerikansk professionell basketspelare (C/PF) som spelar för Sacramento Kings i National Basketball Association (NBA).
Han blev aldrig NBA-draftad.
Innan Jones blev proffs studerade han först på University of Idaho och spelade för deras idrottsförening Idaho Vandals. Jones blev senare överförd till Washington State University för spel i Washington State Cougars.